# Bauakademie der DDR

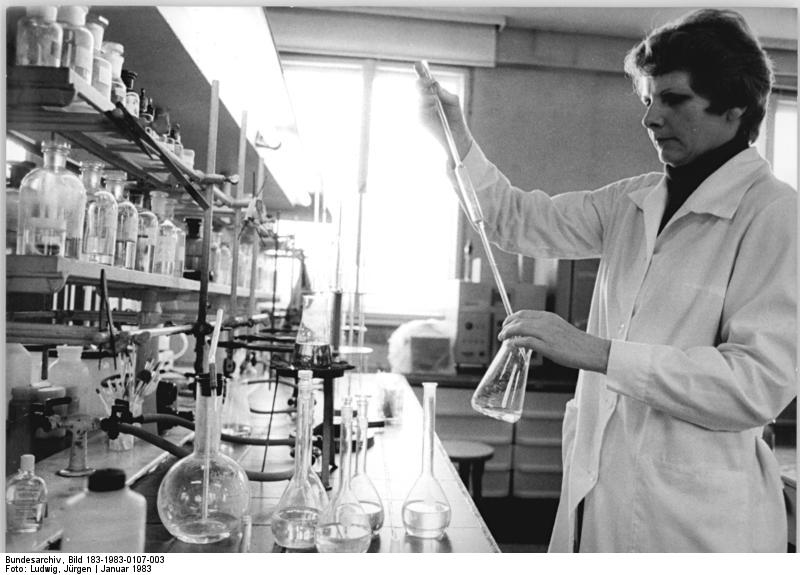
Institut für Baustoffe Weimar der Bauakademie der DDR, 1983

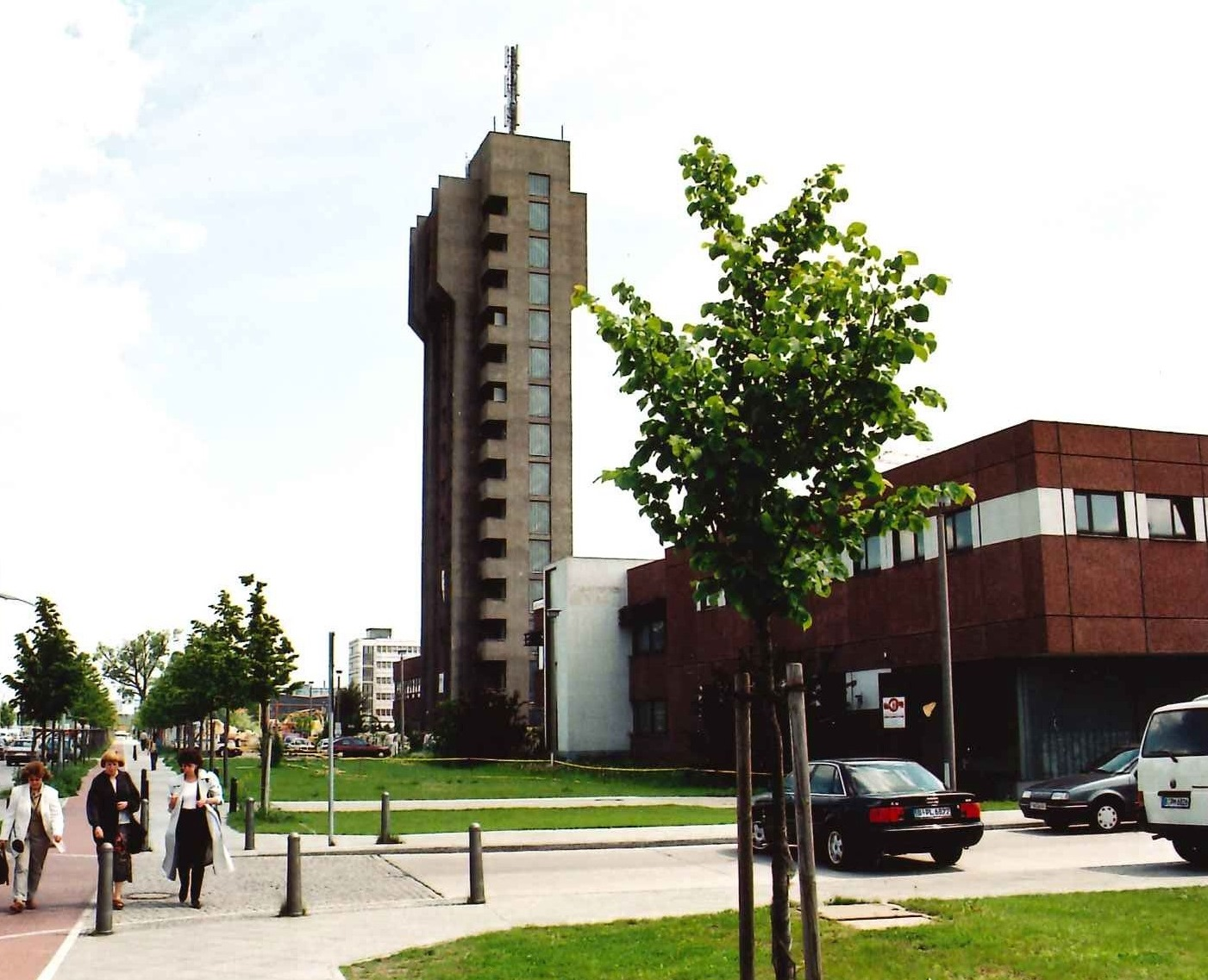
Versuchsturm für Heizungs-, Lüftungs-, Sanitärtechnik Berlin auf dem Gelände der Bauakademie der DDR in Berlin-Hohenschönhausen

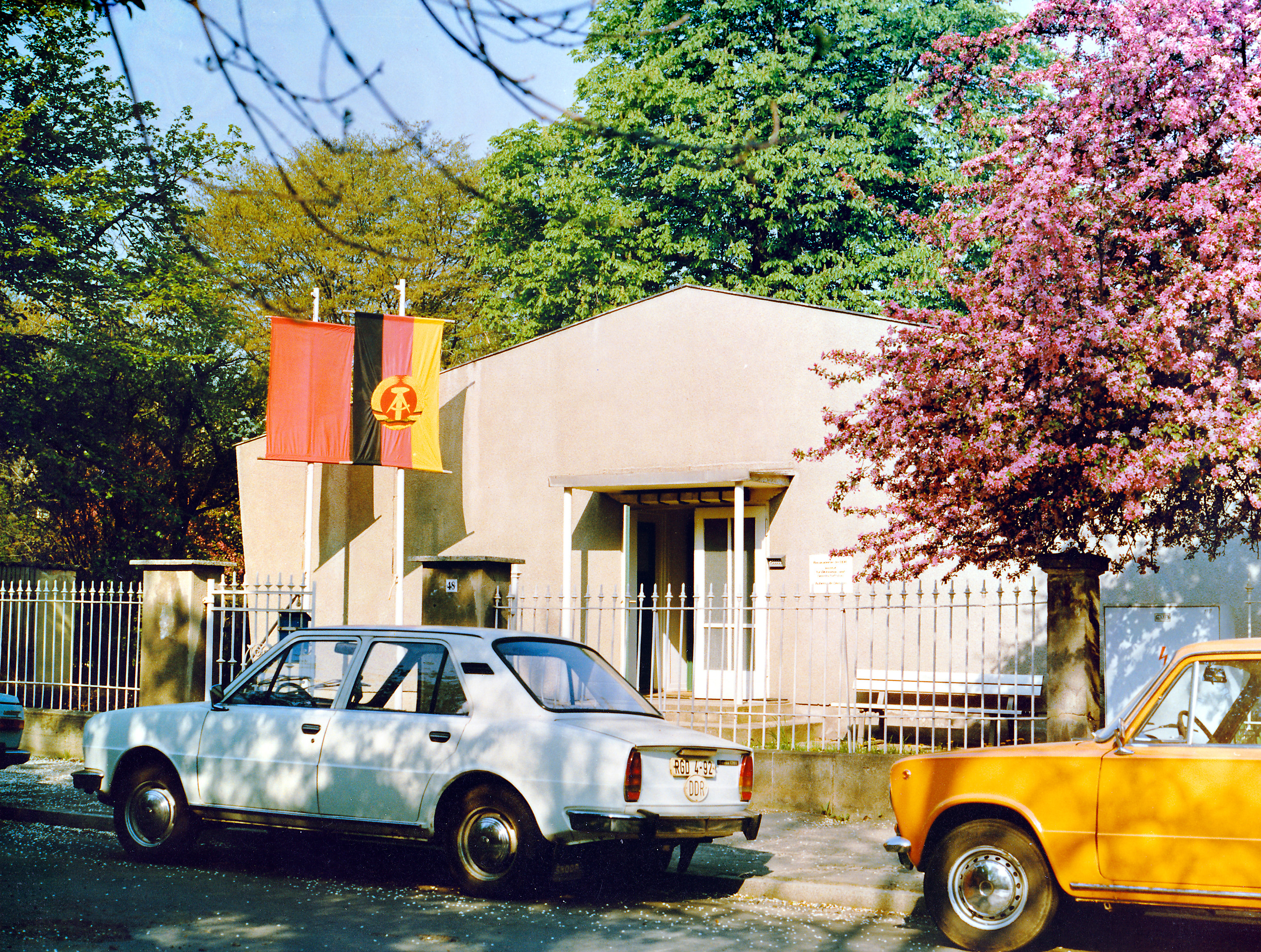
Außenstelle Dresden, Hohe Str. 48, der Bauakademie der DDR; IWG, IfB, Leitstelle ÖMV

Die Bauakademie der DDR (unter diesem Namen ab Januar 1973) wurde auf Beschluss des Ministerrates als Deutsche Bauakademie (abgekürzt: DBA) mit Wirkung vom 1. Januar 1951 gebildet. Sie hatte ihren Hauptsitz in Berlin-Mitte, Hannoversche Straße 28–30 und wurde am 8. Dezember 1951 in einem Staatsakt eröffnet. Die DBA ist historisch in die Traditionslinie von Bauakademien in Deutschland einzuordnen, zu der insbesondere auch die Berliner Bauakademie gehörte. Gegründet wurde sie auf der Grundlage von § 12 des Gesetzes über den Aufbau der Städte in der Deutschen Demokratischen Republik und der Hauptstadt Deutschlands, Berlin (Aufbaugesetz) vom 6. September 1950 als Nachfolgeeinrichtung des Instituts für Bauwesen (Direktor: Hans Scharoun) der Deutschen Akademie der Wissenschaften zu Berlin (DAW) und des Instituts für Städtebau und Hochbau des Ministeriums für Aufbau.
Als Bauakademie war sie die zentrale wissenschaftliche Einrichtung für Architektur und Bauwesen in der DDR. Sie verfügte in ihren Instituten über erhebliche praxisorientierte Forschungskapazitäten und unterstand in direkter Linie dem Ministerium für Bauwesen. Sie wurde von einem durch den Vorsitzenden des Ministerrates ernannten Präsidenten geleitet.
Als oberster wissenschaftlicher Einrichtung oblagen der Bauakademie Aufgaben von grundlegender Bedeutung für die Investitions- und Bautätigkeit sowie zur Vorbereitung und Durchsetzung des wissenschaftlich-technischen Fortschritts. Sie nahm durch die Schaffung theoretischer Grundlagen durch ihre Institute und Meisterwerkstätten sowie unmittelbar durch Projektierung und Produktion Einfluss auf die Entwicklung des Städte-, Wohnungs- und Industriebaus sowie auf die gesamte Gebiets-, Stadt- und Dorfplanung.
Auf die Planung übten das Ministerium für Aufbau und das Zentralamt für Forschung und Technik durch Direktiven Einfluss aus, um die Bauforschung entsprechend den Forderungen der Volkswirtschaft auszurichten. Zu den Gremien bzw. Strukturteilen der Deutschen Bauakademie gehörten das Plenum, das Präsidium, Institute und Meisterwerkstätten.
Die zunächst gebildeten Institute waren:
- Institut für Städtebau und Landesplanung (Leitung: Kurt Liebknecht, Kurt Junghanns)
- Institut für Hoch- und Industriebau (Leitung: Hanns Hopp)
- Institut für Theorie und Geschichte der Baukunst (Leitung: Hermann Henselmann)
- Institut für Technik und Wirtschaft im Bauwesen (Leitung: E. Krause)
- Institut für Innengestaltung (Leitung: Peter Bergner)

Folgende Meisterwerkstätten wurden eingerichtet:
- Meisterwerkstatt I (Leitung: Hermann Henselmann)
- Meisterwerkstatt II (Leitung: Hanns Hopp)
- Meisterwerkstatt III (Leitung: Richard Paulick).

Die Institute unterlagen im Laufe der Zeit vielfältigen Veränderungen in Zahl und Funktion.
Die Bauakademie als Gelehrtengesellschaft hatte höchstens 25 ordentliche und 30 kandidierende sowie korrespondierende Mitglieder. Die ordentlichen und kandidierenden Mitglieder bildeten das Plenum der Bauakademie. Sie arbeiteten innerhalb der Akademie in Fachbereichen (Sektionen) und erhielten eine Dotation. Das Plenum beriet über grundsätzliche Probleme des Bauwesens; die Sektionen waren Arbeitsgremien des Plenums, die sich wiederum in Fachgruppen unterteilten. Es gab die Sektionen Ökonomie, Städtebau und Architektur, ingenieurtheoretische Grundlagen, Projektierung und Rechentechnik, Tiefbau, Wohn- und Gesellschaftsbau, Industriebau, Landwirtschaftsbau, technische Gebäudeausrüstung, ingenieurtechnische Grundlagen. Die Sektion ingenieurtechnische Grundlagen hatte zehn Fachgruppen für Baumechanik, Brandschutz, Akustik, Sicherheit, u. ä.
Ab 1969 edierte die Akademie mit dem Verband Bildender Künstler der DDR in mehreren Bänden den umfassenden Katalog Bildende Kunst + Architektur mit den entsprechenden Werke in der DDR.
Die Bauakademie der DDR hatte das Promotionsrecht und verlieh akademische Grade (Dr.-Ing.) sowie Auszeichnungen (z. B. die Ehrenplakette „Für hervorragende Leistungen in der Bauforschung“). Die Promotionsverfahren wurden vom Wissenschaftlichen Rat durchgeführt.
Bis 1973 hatte sie ihren Sitz in der Hannoverschen Straße 28–30 in Berlin-Mitte, dieses Gebäude wurde später als Ständige Vertretung der Bundesrepublik Deutschland bei der DDR genutzt. Die Bauakademie der DDR wurde im Zuge der deutschen Wiedervereinigung 1991 aufgelöst.
Ihr prägender erster Präsident war von 1951 bis 1961 der in der Sowjetunion promovierte Architekt Kurt Liebknecht (Lebensdaten: 1905–1994), ein Sohn des Chemikers Otto Liebknecht und verwandt mit Wilhelm Liebknecht (Großvater) und Karl Liebknecht (Onkel), zwei der bekanntesten Protagonisten der Geschichte des Sozialismus in Deutschland.